# Bagneaux-sur-Loing
Bagneaux-sur-Loing ist eine französische Gemeinde mit 1.582 Einwohnern (Stand: 1. Januar 2022) im Département Seine-et-Marne in der Region Île-de-France. Sie gehört zum Arrondissement Fontainebleau und zum Kanton Nemours. Die Einwohner werden Balnéolitains genannt.

## Geographie
Bagneaux-sur-Loing liegt am Schifffahrtskanal Canal du Loing und am Loing selbst. Umgeben wird Bagneaux-sur-Loing von den Nachbargemeinden Saint-Pierre-lès-Nemours im Norden und Nordwesten, Nemours im Norden, Poligny im Osten, Souppes-sur-Loing im Süden, La Madeleine-sur-Loing im Süden und Südwesten, Bouligny im Südwesten sowie Faÿ-lès-Nemours im Westen.

## Bevölkerungsentwicklung
| Jahr                      | 1962 | 1968 | 1975 | 1982 | 1990 | 1999 | 2006 | 2012 |
| Einwohner                 | 2178 | 2058 | 1659 | 1439 | 1516 | 1595 | 1564 | 1693 |
| Quelle: Cassini und INSEE |      |      |      |      |      |      |      |      |

## Sehenswürdigkeiten
- Kirche Saint-Léonard
- Reste der Kapelle Saint-Thibault in Glandelles
- Haus Les Verriers, frühere Kirche Notre-Dame in Verriers, 1969 erbaut, 2010 profaniert

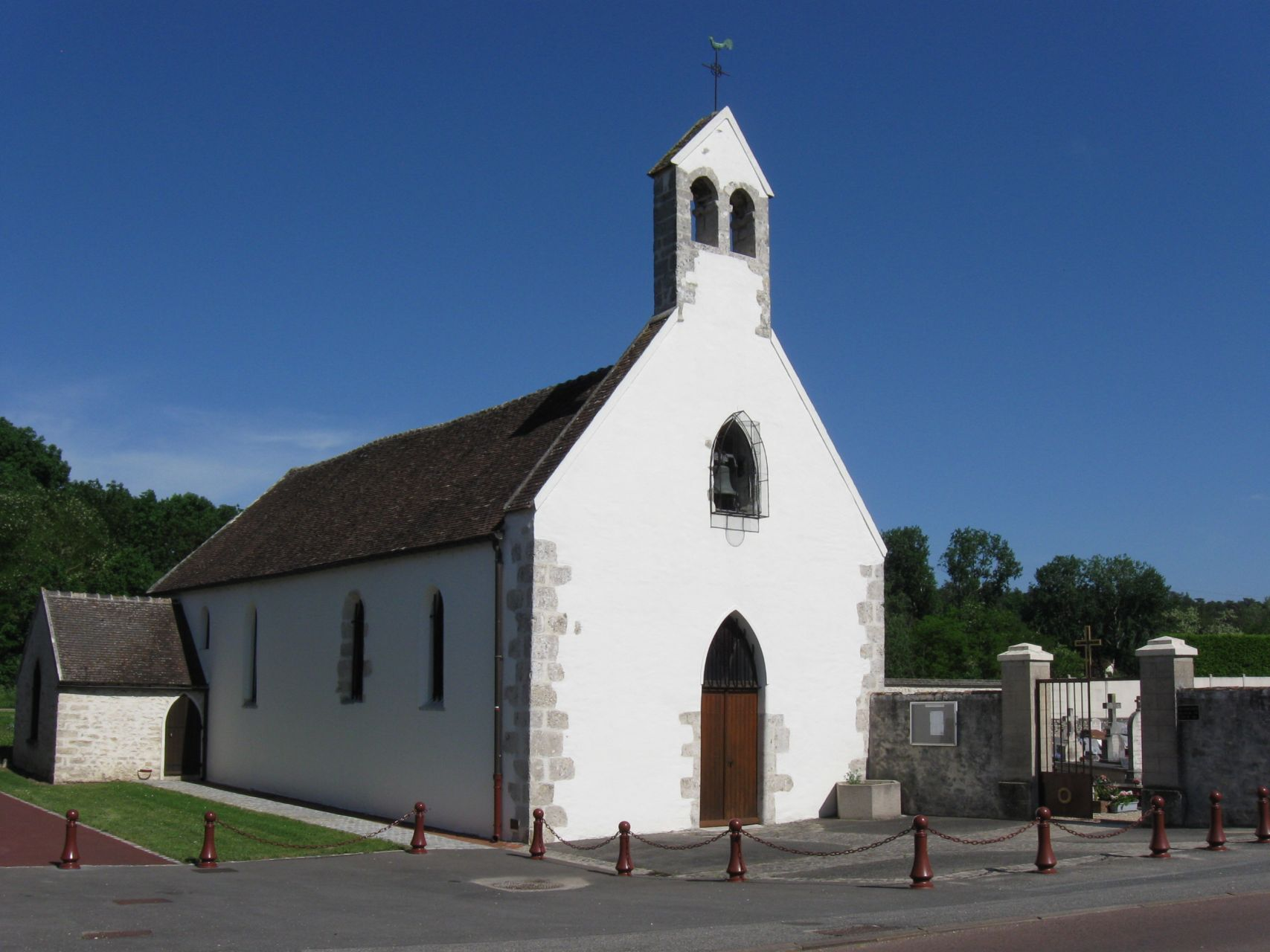
Kirche Saint-Léonard

- Rathaus, erbaut 1925

## Verkehr
Die Gemeinde verfügt über einen Bahnhalt an der Bahnstrecke Moret-Veneux-les-Sablons–Lyon-Perrache.